# Robert Levinson
 (novembre 2023).
Si vous disposez d'ouvrages ou d'articles de référence ou si vous connaissez des sites web de qualité traitant du thème abordé ici, merci de compléter l'article en donnant les références utiles à sa vérifiabilité et en les liant à la section « Notes et références ».
Pour les articles homonymes, voir Levinson.
Robert Alan Levinson (né le 10 mars 1948 à Flushing et présumé mort en Iran après sa disparition de l'île de Kich 9 mars 2007) est un ancien agent américain de la Drug Enforcement Administration (DEA) et du Federal Bureau of Investigation alors qu'il est en mission pour la Central Intelligence Agency (CIA).
Supposé retenu captif par le gouvernement iranien depuis sa disparition malgré les démentis iraniens, le 26 novembre 2013, Levinson, s'il est encore en vie, est devenu le prisonnier américain le plus âgé de l'histoire, dépassant Terry Anderson.
Le 25 mars 2020, la famille de Levinson annonce sa mort, et bien que la date ne soit pas connue, il est déterminé qu'il est probablement mort pendant son incarcération en Iran.